# Ивановское сельское поселение (Рославльский район)
Ивановское сельское поселение — упразднённое муниципальное образование в составе Рославльского района Смоленской области России.
Административный центр — деревня Ивановское.
Образовано Законом Смоленской области от 28 декабря 2004 года. Упразднено Законом Смоленской области от 20 декабря 2018 года с включением к 1 января 2019 года всех входивших в его состав населённых пунктов в Екимовичское сельское поселение.

## Географические данные
- Общая площадь: 80,83 км²
- Расположение: восточная часть Рославльского района
- Граничит:
  - на северо-западе— с Екимовичским сельским поселением
  - на северо-востоке— с Сырокоренским сельским поселением
  - на востоке— с Калужской областью
  - на юго-востоке— с Брянской областью
  - на юге и западе — с Любовским сельским поселением
- По территории поселения проходит автомобильная дорога Екимовичи — Степаньково.
- По территории поселения проходит железная дорога: Рославль — Сухиничи (станции: Щепоть).
- Крупная река: Десна.

## Население
| 2011 | 2012 | 2013 | 2014 | 2015 | 2016 | 2017 |
| ---- | ---- | ---- | ---- | ---- | ---- | ---- |
| 489  | ↘475 | ↘461 | ↘456 | ↘446 | ↘440 | ↘439 |
| 2018 | 2019 |      |      |      |      |      |
| ↘417 | ↘402 |      |      |      |      |      |

## Населённые пункты
На территории поселения находилось 16 населённых пунктов.
- Ивановское, деревня
- Алымовка, деревня
- Верхние Караковичи, деревня
- Воловка, деревня
- Дубровка, деревня
- Заплосское, деревня
- Ильняги, деревня
- Нижняя Кравотынь, деревня
- Остров, деревня
- Петровское, деревня
- Старые Екимовичи, деревня
- Степаньково, деревня
- Стеклянная Гута, деревня
- Терехово, деревня
- Тумановка, деревня
- Хутор Коненков, деревня